# Under the Shadow of the Law
Under the Shadow of the Law é um filme norte-americano de 1913, do gênero drama, dirigido por Anthony O'Sullivan.

## Elenco
- Harry Carey
- Charles West
- Claire McDowell
- Lionel Barrymore
- Walter Miller
- Kate Toncray
- John T. Dillon
- Nan Christy